# 威拉语
威拉语或低地塞芒语是马来西亚一种已灭绝的南亚语系语言，威省沿岸、槟城对岸地区在19世纪初尚有分布。